# Dahlia cordifolia
Dahlia cordifolia là một loài thực vật có hoa trong họ Cúc. Loài này được (Sessé & Moc.) McVaugh mô tả khoa học đầu tiên năm 2000.